# Liste der Monuments historiques in Salon (Gemeinde, Aube)
Die Liste der Monuments historiques in Salon führt die Monuments historiques in der französischen Gemeinde Salon auf.

## Liste der Immobilien
| Bezeichnung      | Beschreibung           | Standort               | Kennzeichnung | Schutzstatus | Datum | Bild           |
| ---------------- | ---------------------- | ---------------------- | ------------- | ------------ | ----- | -------------- |
| Kirche St-Martin | ab dem 12. Jahrhundert | Rue de l’Église (Lage) | PA00078234    | Classé       | 1984  | weitere Bilder |

## Liste der Objekte
| Bezeichnung                             | Beschreibung                                   | Standort                       | Kennzeichnung | Schutzstatus | Datum | Bild |
| --------------------------------------- | ---------------------------------------------- | ------------------------------ | ------------- | ------------ | ----- | ---- |
| Skulpturengruppe Christi Geburt         | Kalkstein, farbig gefasst, 16. Jahrhundert     | in der Kirche St-Martin (Lage) | PM10002164    | Classé       | 1913  |      |
| Piscina                                 | Kalkstein, 16. Jahrhundert                     | in der Kirche St-Martin (Lage) | PM10002167    | Classé       | 1984  |      |
| Skulpturengruppe Mariä Verkündigung     | Kalkstein, farbig gefasst, bezeichnet 1558     | in der Kirche St-Martin (Lage) | PM10002165    | Classé       | 1911  |      |
| Relief Christi Geburt                   | Kalkstein, 16. Jahrhundert; Verbleib unbekannt | in der Kirche St-Martin (Lage) | PM10002168    | Classé       | 1908  |      |
| Passionsretabel                         | Kalkstein, 16. Jahrhundert                     | in der Kirche St-Martin (Lage) | PM10002166    | Classé       | 1911  |      |
| Skulpturengruppe Beweinung Christi      | Kalkstein, farbig gefasst, 16. Jahrhundert     | in der Kirche St-Martin (Lage) | PM10002169    | Classé       | 1913  |      |
| Grabstein für Jean und Jeanneton Picard | Kalkstein, bezeichnet 1540                     | in der Kirche St-Martin (Lage) | PM10002170    | Classé       | 1913  |      |